# Cyryla
Cyryla – imię żeńskie pochodzenia greckiego; żeński odpowiednik imienia Cyryl. Wywodzi się ze słowa kyrios znaczącego „pan”, „władca”, a na gruncie greckim oznaczało osobę, która należy do Boga. 
Imię jest imieniem używanym rzadko w XXI wieku. W styczniu 2024 r. w rejestrze PESEL wykazano 375 kobiet o imieniu Cyryla nadanym jako imię pierwsze oraz 190 kobiety noszące imię Cyryla jako imię drugie. Dla porównania, Annę, najczęściej nadawaną jako imię pierwsze, nosi 1 072 616 osób. 
Cyryla imieniny obchodzi 5 lipca i 28 października.
Postaci fikcyjne:
- Cirilla Fiona Ellen Riannon – postać z cyklu wiedźmińskiego Andrzeja Sapkowskiego.